# Licuala kamarudinii
Licuala kamarudinii là loài thực vật có hoa thuộc họ Arecaceae. Loài này được Saw mô tả khoa học đầu tiên năm 1997.